# Miguel Hilari
Miguel Kori Hilari Sölle (La Paz, 1985) es un cineasta boliviano de origen aymara y alemán. 

## Primeros años y formación
Hilari comenzó su camino en el cine a sus quince años, sacando fotos con una cámara de bolsillo; posteriormente, un tío le regaló una cámara Minolta con varios lentes. 
Estudió Dirección de Cine en la Universidad Católica Boliviana en La Paz y una maestría en Cine Documental en la Universidad Autónoma de Barcelona.
Es miembro del colectivo Socavón Cine y coordinador del Festival de Cine Radical.
Entre sus influencias Hilari cita a Abbas Kiarostami

## Obra
La obra de Miguel Hilari ha sido estrenada y galardonada en varios festivales, como Visions du réel, Bafici, Fidocs, Cph:Dox y el fesitval de audiovisual indígena imagineNATIVE, entre otros.
Sus obras documentales son:
- El corral y el viento (2014)
- Compañía (2019)
- Bocamina (2019)[4]